# چاملی (فیلم)
چاملی (به هندی: LOC Kargil) فیلمی محصول سال ۲۰۰۴ و به کارگردانی سدهیر میشرا، آنانت بالانی است. در این فیلم بازیگرانی همچون کارینا کاپور، راهول بس ایفای نقش کرده‌اند.